# Matrilateral
El término matrilateral describe a los parientes «del lado de la madre».
Los antropólogos sociales han subrayado que incluso cuando un grupo social demuestra un fuerte énfasis en una u otra línea de herencia (matrilineal o patrilineal), los parientes que quedan fuera de esta agrupación unilineal no serán simplemente ignorados. Entonces, una orientación fuertemente patrilineal se complementará con lazos matrilaterales con los familiares de la madre. Asimismo, dentro de una organización fuertemente matrilineal, los lazos patrilaterales entrarán en el reconocimiento de las relaciones como un importante factor de equilibrio. Esta complementariedad a menudo tiene un tono moral o emocional: los estudios clásicos de Bronisław Malinowski sobre los isleños matrilineales de Trobriand mostraron que los lazos matrilineales estaban asociados con la disciplina y la autoridad, mientras que los lazos patrilaterales se caracterizaban por la crianza y la bondad (al menos en principio). Del mismo modo, en la novela de Chinua Achebe, Todo se desmorona, el héroe, Okonkwo, se ve obligado a exiliarse de su propia aldea ancestral a la aldea de sus parientes matrilaterales, quienes deberían, por derecho, tratarlo con cariño maternal.
Los antropólogos suelen utilizar el matrimonio matrilateral entre primos cruzados para describir una forma de matrimonio en la que los hijos de un grupo consanguíneo se casan con las hijas del grupo consanguíneo del que proviene su madre. Esto puede tomar la forma de una preferencia por este tipo de matrimonio entre primos o una receta de que esto es lo que sucederá. Las consecuencias lógicas del matrimonio entre primos cruzados (matrilateral o patrilateral) para la formación de grupos fueron discutidas en detalle por primera vez por Reo Fortune y han provocado un gran debate entre los antropólogos sociales, incluidos Claude Lévi-Strauss, Edmund Leach y Rodney Needham (teoría de la alianza).